# Melchor Serrano
Melchor Serrano va ser un arquitecte valencià que visqué entre els segles XVII i XVIII. Es tenen poques dades de la seua vida, si bé es coneix la seua participació juntament amb l'arquitecte Gil Torralba en la construcció de l'Ajuntament de Castelló de la Plana edificat entre els anys 1689 i 1716 en estil barroc.